# 雅各布·勒梅爾
雅各布·勒梅爾（荷蘭語：Jacob Le Maire，1585年—1616年12月22日）是一位荷蘭航海家，荷蘭東印度公司創始人之一伊薩克·勒梅爾（Isaac Le Maire）之子。1615年，勒梅爾和威廉·斯考滕自泰瑟爾出航，1616年1月他們抵達合恩角，並以荷蘭城市荷恩（Hoorn）命名。他們繼續向西航行，先後到達東加北方的紐阿托普塔普島、霍恩群島以及斯考滕群島。9月他們抵達特爾納特，荷蘭東印度公司的總部。

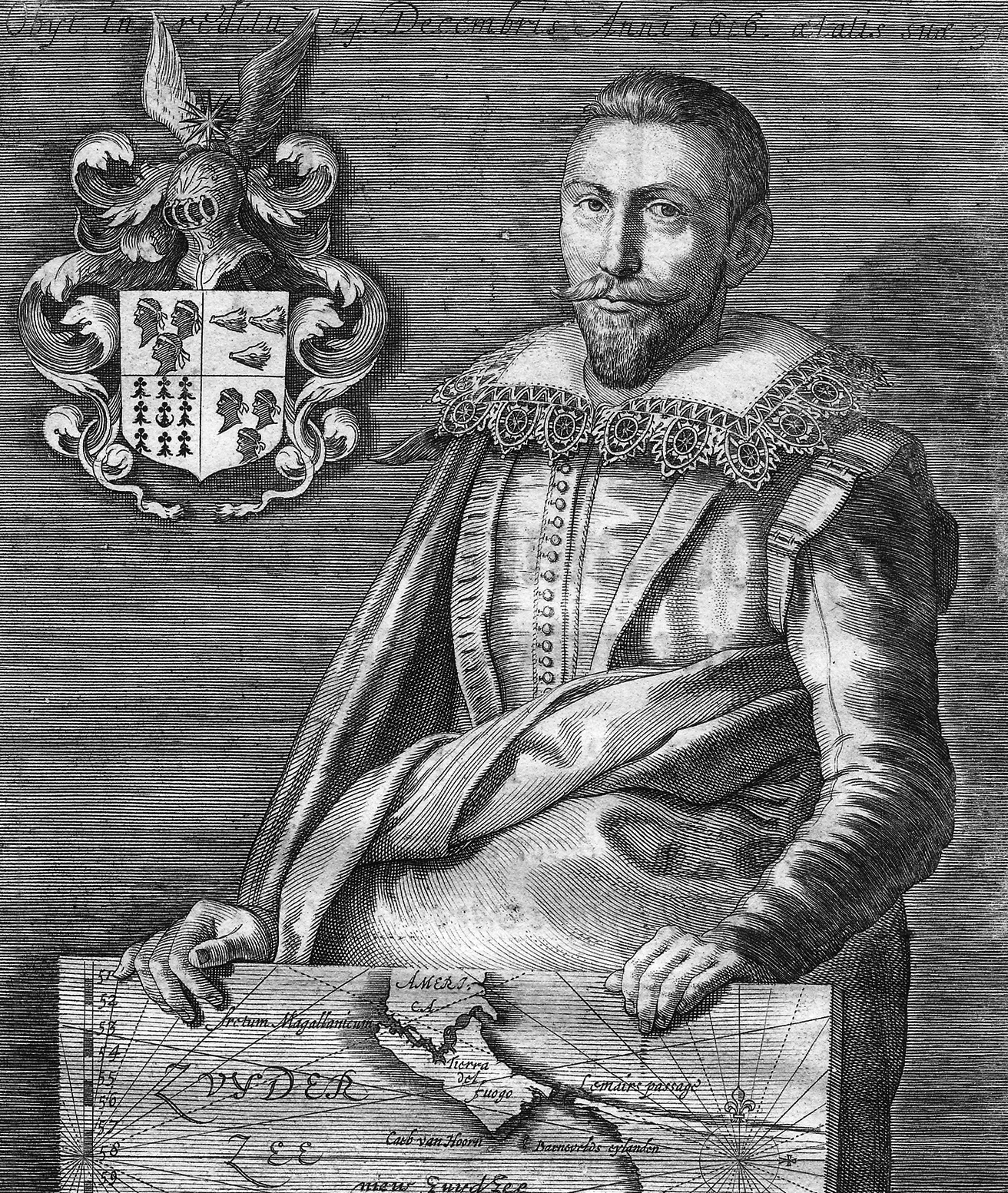
雅各布·勒梅爾